# Un toit pour dix
Un toit pour dix (Just the Ten of Us) est une série télévisée américaine en 47 épisodes de 25 minutes, créée par Steve Marshall et Dan Guntzelman, et diffusée entre le 26 avril 1988 et le 4 mai 1990 sur le réseau ABC. C'est une série dérivée de Quoi de neuf docteur ? (Growing Pains).
En France, seuls 24 épisodes ont été doublés en français et diffusés à partir du 18 mai 1990 dans l'émission Giga sur Antenne 2.
Rediffusion du 22 juillet au 22 août 1996 sur France 2. Elle reste inédite dans les autres pays francophones.

## Synopsis
Après avoir perdu son emploi, Graham Lubbock trouve un poste de professeur d'éducation physique dans un lycée catholique à Eureka en Californie où il s'installe avec son épouse et leurs huit enfants (six filles et deux garçons). Une nouvelle vie pleine de mésaventures les y attend...

## Distribution
- Bill Kirchenbauer (en) (VF : Gilbert Levy) : Graham T. Lubbock
- Deborah Harmon (en) (VF : Danielle Dinan puis Frédérique Tirmont) : Elizabeth Lubbock
- Heather Langenkamp (VF : Nathalie Spitzer puis Marie-Christine Robert) : Marie Lubbock
- Jamie Luner (VF : Joëlle Guigui) : Cindy Lubbock
- Brooke Theiss (VF : Kelvine Dumour) : Wendy Lubbock
- JoAnn Willette (en) (VF : Ophélie Brissot) : Constance « Connie » Lubbock
- Heidi Zeigler (en) (VF : Sarah Marot) : Sherry Lubbock
- Matt Shakman (VF : Natacha Gerritsen) : Graham « J.R. » Lubbock Jr.
- Frank Bonner (en) : Père Robert Hargis

 Source et légende : version française (VF) sur RS Doublage

## Épisodes

### Première saison (1988)
1. Move It or Lose It
2. First Day at School
3. The Birthday Gift
4. Close Encounters

### Deuxième saison (1988-1989)
1. Strangers in the Night
2. She Works Hard for the Money
3. Voice of God
4. The Dinner Test
5. Coach's Court
6. The Merry Mix-Up
7. The Unkindest Cut of All
8. A Christmas Story
9. Personal Best
10. Song of Constance
11. Head of the Class
12. Dream Girls
13. A Day in the Life
14. Zorro en el Gallinero
15. Car in the Pool
16. The Critic
17. The Good, the Bad and the Ugly
18. Radio Days
19. Puberty Blues
20. Rock-n-roll Fantasy

### Troisième saison (1989-1990)
1. Betrayal
2. Quarterback Sneak
3. Who Cut the Cheese?
4. Risky Business
5. Simple Gifts
6. A Couple of Swells
7. That Championship Season
8. Dangerous Liaison
9. St. Augie's Blues [1/2]
10. St. Augie's Blues [2/2]
11. Skateboard
12. Highway to Heaven
13. Comedy Tonight
14. Poetic Justice
15. Perfect Date
16. Snow Job [1/2]
17. Snow Job [2/2]
18. False Impressions
19. Cindy Breaks a Date
20. Heartbreaker
21. Ratboy Lives
22. Smoke 'Em if You Got 'Em
23. Slaughter House Ten